# Dis donc, papa
Dis donc, papa est une sitcom australienne diffusée du 11 février 1987 au 17 août 1994 sur Seven Network. 
En France, la série a été diffusée tout l'été 1990 sur M6. Rediffusion à partir du 25 novembre 1990 sur M6.